# Mali Alaš
Hallaç i Vogël en albanais et Mali Alaš en serbe latin (en serbe cyrillique : Мали Алаш) est une localité du Kosovo située dans la commune/municipalité de Lipjan/Lipljan, district de Pristina (Kosovo) ou district de Kosovo (Serbie). Selon le recensement kosovar de 2011, elle compte 664 habitants.

## Démographie

### Évolution historique de la population dans la localité
| 1948 | 1953 | 1961 | 1971 | 1981 | 1991 | 2011 |
| ---- | ---- | ---- | ---- | ---- | ---- | ---- |
| 142  | 201  | 346  | 460  | 769  | 885  | 664  |

|  |

### Répartition de la population par nationalités (2011)
En 2011, les Albanais représentaient 65,66 % de la population et les Ashkalis 34,34 %.